# Bajo cifrado
Para otros usos de la palabra cifrado, véase cifrado.
El bajo cifrado es un sistema de cifrado musical, originado en el Barroco, a partir de un género y estilo musical determinado: el bajo continuo. Consiste en un sistema de representación mixto en que bajo una línea convencional de bajo se escriben cifras que representan los acordes que deben realizarse simultáneamente con dicha línea grave. Es decir, es un lenguaje de abreviaturas armónicas. La realización exacta de melodías intermedias proporcionadas por dichos acordes apuntados, se dejaba a la ejecución o inspiración del instrumentista (en muchas ocasiones, el director de la orquesta, al clave; o el maestro de capilla, al órgano).

## Historia
En el periodo barroco, cuando tiene su florecimiento, y debido al propio estilo del bajo continuo, y su búsqueda de claridad y sencillez, se va logrando un hábil y efectivo esquematismo que elimina datos innecesarios (y aclara el camino para la posterior síntesis de la teoría). 
Esta abreviatura armónica se vio desde el primer momento favorecida por la enorme frecuencia de los acordes perfectos en ese momento histórico, lo que hizo posible presuponerlos cuando no hubiera cifra alguna, y originar así un sistema desarrollado de simplificaciones (estenográfico) de enorme concisión y eficacia, a la hora de esquematizar una armonía.
Una vez superada la época del bajo continuo como textura musical (en época clásica se escriben ya todos los sonidos implicados) el valor del bajo cifrado pasa a ser eminentemente analítico y teórico (sobre todo en pedagogía) y es entonces cuando los dialectos latino y anglosajón del bajo cifrado comienzan un proceso de separación, ya que el anglosajón continúa manteniendo el vocabulario básico (en sus ejercicios de coral), mientras que el latino (sobre todo el francés) procura incorporar los avances que en materia de teoría armónica se van sucediendo y, en concreto, concede un protagonismo especial a la llamada función tonal de sensible (principios de análisis funcional, no solo gramatical).

## Interpretación y realización de un bajo cifrado
Su realización práctica se define en una primera regla general: 
a partir del grado definido por el bajo (expresado por el pentagrama de la voz real), debajo de algunas o de todas las notas se escriben pequeños números (cifras) que indican los intervalos que forman las voces superiores con la nota del bajo, simultáneamente (por ejemplo, do-mi-sol se expresa con un 3 y un 5 debajo de la nota do en el bajo; do-mi-la, con un 3 y un 6;do-fa-la, con un 4 y un 6,etc.)

### Convenciones del sistema
La esquematización profunda del sistema de escritura del bajo cifrado depende de dar por sentado una serie de convencionalismos:
- Si no se escribe ninguna cifra debajo de una nota, se sobreentiende el acorde de 3.ª y 5.ª.
- Un cifrado de 6 sobreentiende la 3.ª del acorde (en caso de que fuera un acorde de 6.ª y 4.ª, hay que cifrarlo completo).
- También se cifran completos los casos en que las notas de los acordes de 5.ª o de 6.ª están alteradas con respecto a la armadura.
- Si cualquier nota tiene una alteración que no corresponde con la armadura, ese intervalo hay que cifrarlo forzosamente, y poner la alteración correspondiente a la izquierda del número.
- Si solo aparece una alteración sin número, esa alteración se refiere siempre a la tercera partiendo del bajo.
- Si aparece una cruz significa que en ese acorde suena la nota sensible, si no tiene número será la tercera a partir del bajo; si lo tiene, expresará el intervalo en que aparecerá dicha sensible (bajo cifrado semi-funcional).
- Un trazo que atraviesa la cifra indica que la nota debe descender cromáticamente.
- Algunas veces, en el primer acorde, aparecen 3 números, los de 3,5 y 8 en cualquier orden (preferentemente en la parte superior al bajo); no expresa el tipo de acorde, que se da por sabido, sino la disposición de las voces dentro de ese acorde.
- Una barra de continuidad (línea recta horizontal) indica que la nota representada por la cifra se mantiene en la armonía.
- Una línea anterior a un cifrado significa un retardo en el bajo.
- Una raya oblicua tras un cifrado implica la repetición de este.
- 0: significa ejecutar el bajo "tasto" solo.

### Cifrados básicos del sistema
No son los únicos cifrados posibles, ni mucho menos: hay cifrados especiales para acordes “extraños”, de sobretónica, con notas añadidas, etc., pero estos presentados en la tabla son la base de todos los demás. En el modo menor las convenciones son análogas, aunque surgen acordes con una interválica mucho más rica (diversas anotaciones de notas alteradas en un sentido u otro, según los grados, incluida la quinta aumentada, poco frecuente en modo mayor).
En cualquiera de los casos, el enlace de los acordes debió (y debe) hacerse según las reglas del contrapunto.